# بوروبودور
بوروبودور (بالإندونيسية: Borobudur)‏، هو معبد بوذي ماهاياني شهير يقع في ماجيلانج، جاوة الوسطى، إندونيسيا. تم بناءه في عهد سلالة سيلندرا خلال القرن الثامن أو التاسع الميلادي في وسط جاوة وهذا يتوافق مع الفترة ما بين 760 و830 م. وهو مبنيّ بثلاث طبقات: قاعدة هرميّة تتضمن خمس مصاطب مربّعة ومتراكزة، يعلوها جذع مخروط (ثلاث منصات دائرية) وتتوجها أُسطبة ضخمة. أما الجدران والدرابزين، فمزينة بنُقيشات تغطي مساحة إجمالية تقدر بـ 2500 م2. وتحيط بالمنصات الدائرية 72 أسطبة مخرّمة تحوي العدد نفسه من تماثيل بوذة. وقد تم ترميم المعبد بمساهمة من اليونسكو في سبعينيات القرن العشرين.

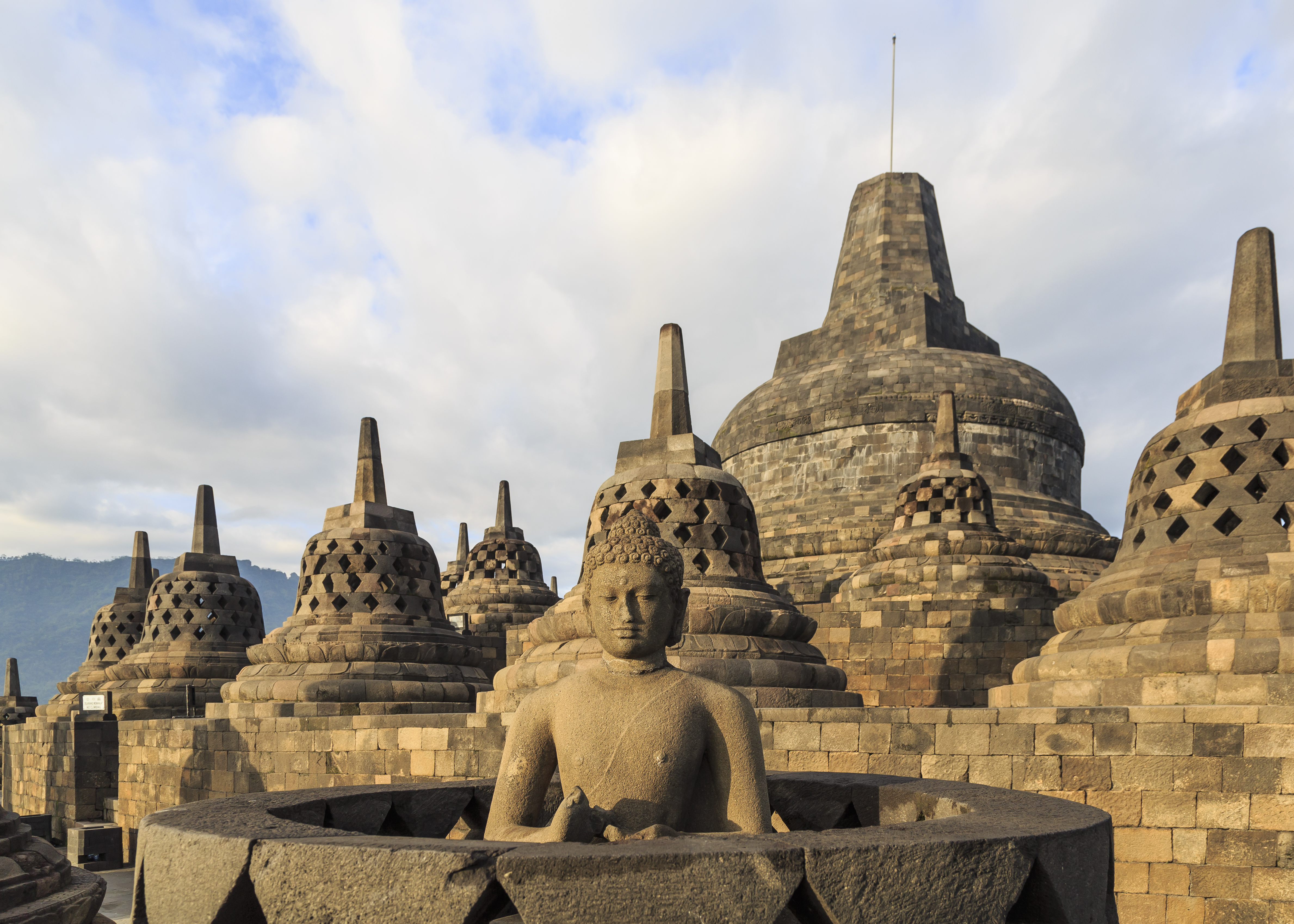
منتزه معبد بوروبودور، إندونيسيا